# Palais des congrès de Marrakech
 (septembre 2018).
Si vous disposez d'ouvrages ou d'articles de référence ou si vous connaissez des sites web de qualité traitant du thème abordé ici, merci de compléter l'article en donnant les références utiles à sa vérifiabilité et en les liant à la section « Notes et références ».
Le palais des congrès de Marrakech (arabe : قصر المؤتمرات (Kasr al-Mouaatamarat), est situé dans le quartier touristique de l'hivernage à Marrakech. 
Il a été inauguré le 30 octobre 1989 par le roi Hassan II et son ex-propriétaire Abdelhadi Alami Srifi qui dirigeait le complexe. 
Le palais des congrès de Marrakech se distingue par son emplacement stratégique en centre-ville ainsi que sa renommée mondiale qui a fait de cet édifice un lieu majeur pour le tourisme d'affaires au Maroc.
Il est notamment réputé par le déroulement d'évènements à caractère historique tel que la signature de l'Accord instituant l'Organisation mondiale du commerce (GATT) en avril 1994 ainsi que l’organisation du premier Sommet Africain de l’action, en marge de la 22e Conférence des Parties de la Convention-Cadre des Nations unies sur les changements climatiques (COP22) le 16 novembre 2016.
Les parts sociales ont été cédées au groupe Koweitien Al Ajial Assets qui a rénové le complexe d'un budget de 754 millions de dirhams et en accordant sa gestion à l'enseigne suisse Mövenpick Hotels & Resorts. 
Le complexe a rouvert ses portes au grand public en septembre 2016. 

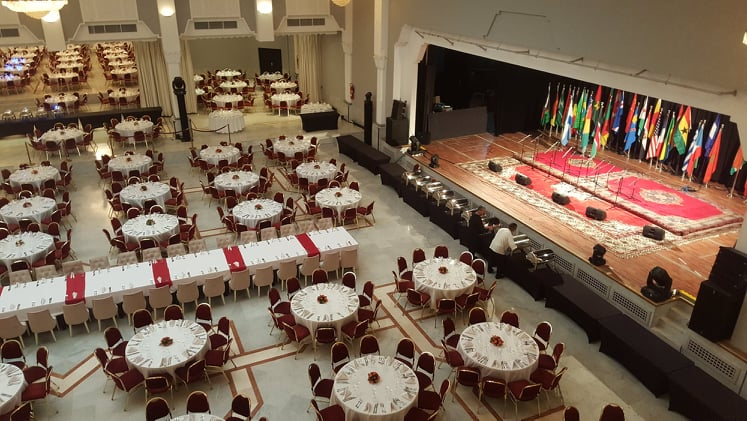
Salle Royale (Congrès International de la Justice, Avril 2018)

## Infrastructure
Le palais des congrès de Marrakech fait partie du complexe hôtelier Mövenpick Mansour Eddahbi qui dispose de 503 unités d'hébergement, ainsi qu'une surface de 5 600 m2 que représente la superficie totale du palais des congrès qui est subdivisé en salles plénières, auditoriums et salles de sous-commission, on y retrouve :

### La Salle Royale
La salle Royale est la salle plénière la plus spacieuse du palais des congrès où se déroulent les principaux événements  pouvant accueillir de grands effectifs de participants tel que les congrès, les salons et foires. Elle est divisée en trois zones dont une partie centrale dédiée aux core events.
- Situation : Rez-de-chaussée
- Capacité : 2 000 places assises en style théâtre
- Dimensions : 1 754 m2
- Mesure scène : 9,20 × 11,95 m
- Espaces pour la régie technique et les cabines de traduction

### Auditorium des Ambassadeurs
- Situation : sous-sol
- Capacité : 432 places assises
- Dimensions : 500 m2
- Régie technique et 3 cabines de traduction

### Auditorium des Ministres
L'auditorium des Ministres est le plus grand auditorium du Maroc, il accueille plusieurs événements internationaux, il est aussi réputé pour être le lieu principal pour la projection des longs-métrages et la remise des trophées du Festival international du film de Marrakech et le Marrakech du rire.
- Situation : sous-sol, rez-de-chaussée, premier et deuxième étage
- Capacité : 1 500 places assises en style théâtre
- Dimensions : 1 700 m2
- Régie technique et 8 cabines de traduction

### Les salles plénières Fes 1 et 2
- Situation : premier étage
- Capacité : 240 places assises en style théâtre
- Dimensions : 256 m2
- Espace pour la régie

### Les salles Reda et Karam
Les salles Reda et Karam sont les salles de sous-commission destinées aux séminaires et conférences ayant une petite capacité d'accueil.
- Situation : sous-sol
- Capacité : moins de 50 places assises
- Nombre : 10 salles (5 Reda et 5 Karam)

## Évènements fréquents ou annuellement organisés

### Salons et festivals
- Officine Expo
- Pure Life Experiences
- Festival International du Film de Marrakech (FIFM)
- Marrakech du Rire (MDR)
- Marrakech Grand Prix

## Faits divers et scandales
- Affaire de Dounia Hotel et de la CIH [5]
- Manifestations contre un judoka israélien durant le World Judo Masters (2017) [6]
- Scandale de la danseuse Noor[7]

## Autres Palais des congrès à Marrakech

### Palais des congrès de la Palmeraie
Le Palais des Congrès de la Palmeraie situé dans le complexe hôtelier Palmeraie Golf Palace (PGP) du quartier de la palmeraie au nord-est de la ville, est considéré comme le concurrent principal du Palais des congrès de L'Hivernage, il appartient au groupe Palmeraie Holding fondé en 2009 par Abdelali Berrada Sounni. 

### Palais des congrès Ryad Mogador
Le Palais des Congrès Ryad Mogador a été inauguré le 29 mai 2013 est actuellement le plus grand centre de congrès au Maroc, géré par le groupe hôtelier Ryad Mogador appartenant à Ynna Holding, groupe industriel fondé en 1948 par Miloud Chaâbi.